# Nem tudo que reluz é ouro

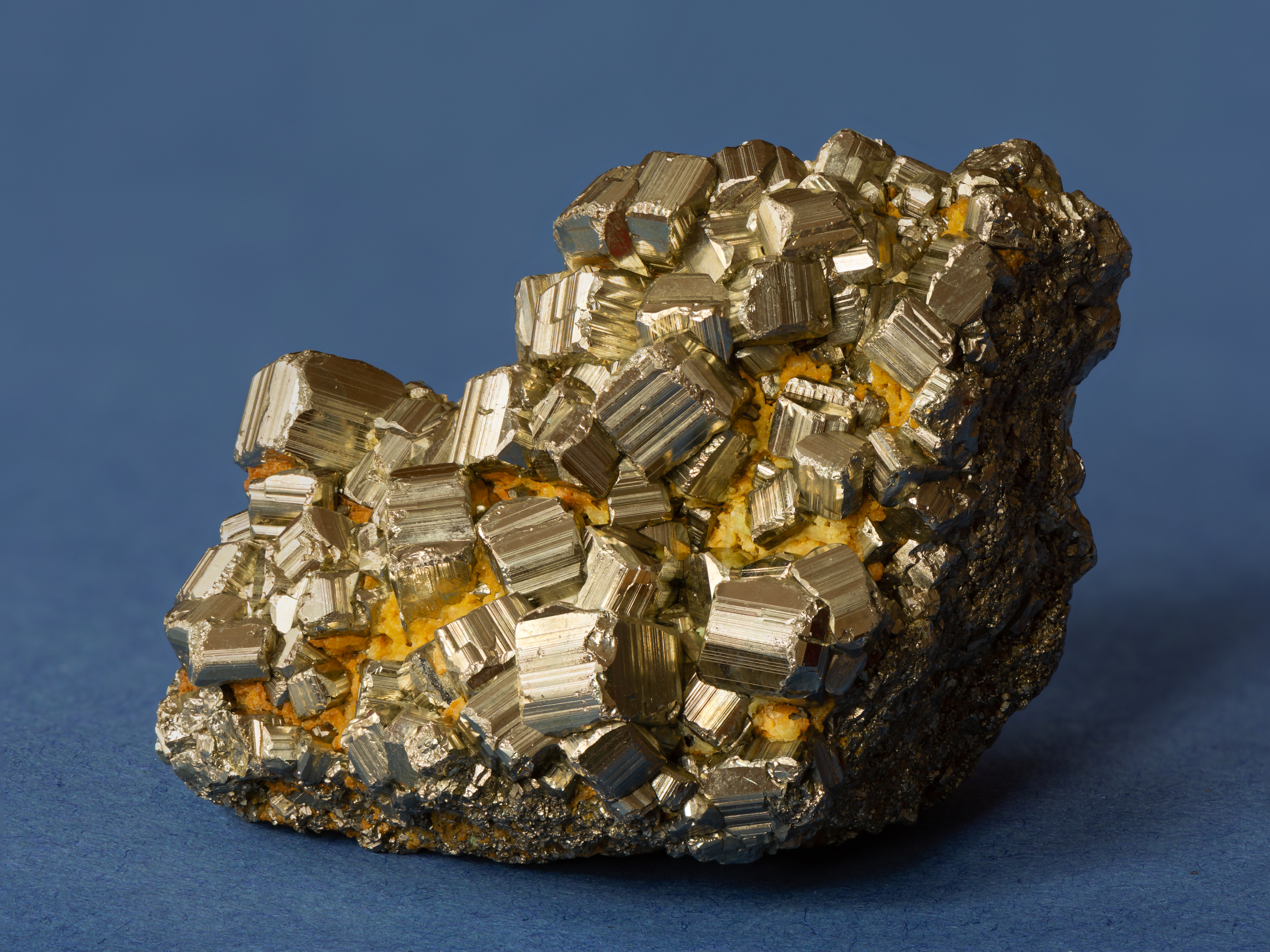
À primeira vista, a pirita (ouro dos tolos) parece ser ouro

"Nem tudo que reluz é ouro" (Inglês: All that glitters is not gold) é um aforismo que indica que nem tudo o que parece valioso ou verdadeiro realmente o é.
Embora as primeiras expressões da ideia sejam conhecidas desde pelo menos os séculos XII e XIII, o ditado atual é derivado de uma frase do século XVI de William Shakespeare, “All that glisters is not gold” (Nem tudo que brilha é ouro).

## Origens
A expressão, em diferentes formas, surgiu no século XII ou antes e pode remontar a Ésopo. Em latim, a frase é Non omne quod nitet aurum est. O monge francês Alain de Lille escreveu em 1175: "Do not hold everything gold that shines like gold" ("Nem tudo que brilha como ouro é ouro").
Chaucer apresentou duas versões iniciais em inglês: "But al thyng which that shyneth as the gold / Nis nat gold, as that I have herd it told" ("Mas tudo o que brilha como ouro / Não é ouro, como ouvi dizer") em "The Canon's Yeoman's Tale [en]", e "Nem tudo é ouro o que reluz" em "The House of Fame [en]". John Heywood, em uma coletânea de sabedoria proverbial de 1546, incluiu a frase: "Nem tudo é ouro o que reluz, como dizem os contos".
A forma popular da expressão deriva de uma linha da peça O Mercador de Veneza de William Shakespeare, que usa a palavra "glisters", sinônimo de "glitters" no século XVI. A frase aparece em uma trama secundária, no pergaminho dentro do cofre dourado no enigma das caixas de Pórcia [en] (Ato II – Cena VII – Príncipe de Marrocos):
| “                                                           | Nem tudo que reluz é ouro— Muitas vezes você ouviu isso. Muitos homens venderam suas vidas Apenas para contemplar meu exterior. Túmulos dourados escondem vermes. Se você fosse tão sábio quanto audaz, Jovem nos membros, velho no julgamento, Sua resposta não estaria inscrita. Adeus, sua busca é vã— | ” |
| — William Shakespeare, O Mercador de Veneza, Ato II, Cena 7 | |   |

## Reluz ou brilha
A versão original do dito usava a palavra glisters (brilha), embora frequentemente seja confundida com o sinônimo glitters (reluz). O poeta John Dryden usou glitter em seu poema de 1687, The Hind and the Panther [en].
Arthur Golding, na tradução inglesa de 1577 dos sermões de João Calvino sobre a Epístola aos Efésios, usou a frase "Nem tudo é ouro que brilha" no sermão 15.
Em 1747, Thomas Gray parafraseou o dito em seu Ode on the Death of a Favourite Cat, Drowned in a Tub of Goldfishes, com os versos finais:
| “ | Nem tudo que atrai seus olhos errantes E corações descuidados é prêmio legítimo; Nem tudo que brilha é ouro. | ” |

## Na cultura popular

### Usos iniciais
Na ópera cômica de 1878, H.M.S Pinafore, de Gilbert e Sullivan, a frase aparece como "Nem tudo que reluz é ouro".
Em 1901, a editora musical M. Witmark & Sons [en] lançou "All That Glitters Is Not Gold", com letra de George A. Norton [en] e música de James W. Casey. Apesar do título, a primeira referência na letra é "nem tudo é ouro que reluz". A música é mais conhecida hoje por sua inclusão no desenho animado Bowery Bugs [en] (1949), de Pernalonga, baseado na história de Steve Brodie [en], que alegou ter pulado da Ponte do Brooklyn.
Em 1946, outra música com o mesmo nome, "All That Glitters Is Not Gold", foi lançada pela Decca Records, escrita por Alice Cornett, Eddie Asherman e Lee Kuhn, e gravada pela orquestra de Jimmy Dorsey. A canção foi posteriormente regravada por outros artistas.

### Tolkien
A frase é referenciada com uma inversão de significado no poema "O Enigma de Passolargo", de J. R. R. Tolkien, escrito para O Senhor dos Anéis: A Sociedade do Anel:
| “                                                           | Nem tudo que é ouro reluz, Nem todo aquele que vaga está perdido; O velho que é forte não murcha, Raízes profundas não são tocadas pelo gelo. Das cinzas um fogo será despertado, Uma luz nas sombras surgirá; A lâmina quebrada será renovada, O sem-coroa novamente será rei. | ” |
| — J. R. R. Tolkien, O Senhor dos Anéis: A Sociedade do Anel | |   |

O poema destaca que, por vezes, o ouro está escondido ou é confundido com outra coisa, em contraste com fachadas brilhantes sendo tomadas por ouro verdadeiro. Passolargo, secretamente o legítimo rei de Gondor, parece ser apenas um guardião. Tanto a frase de Tolkien quanto a original pedem ao leitor que olhe além das aparências.

### Música popular
Led Zeppelin faz referência à frase na linha de abertura de sua canção de 1971, "Stairway to Heaven": "Há uma dama que tem certeza de que tudo o que reluz é ouro."
Neil Young usou a frase em sua música "Don't Be Denied" ("Nem tudo que reluz é ouro / Sei que você ouviu essa história"), do álbum de 1973, Time Fades Away [en], para expressar sua percepção de que o sucesso não o faria feliz, mesmo após alcançar fama e dinheiro.
Na canção de 1973, "Get Up, Stand Up", de The Wailers, Bob Marley e Peter Tosh usaram a frase no primeiro verso para refletir os temas da música, como críticas ao colonialismo e ao cristianismo, e seus papéis em criar um sentimento de resignação na diáspora africana, contrário aos seus valores e crenças:
| “            | O pregador não me diz que o céu está sob a terra, Eu sei que você não sabe o que a vida realmente vale, Nem tudo que reluz é ouro, Metade da história nunca foi contada, Agora você vê a luz, Levante-se pelos seus direitos. | ” |
| — Bob Marley | |   |

Dan Seals [en] lançou em 1986 a música "Everything That Glitters (Is Not Gold) [en]", coescrita por Bob McDill [en]. A canção contrasta a moda e a fama de uma rainha de rodeio com o tratamento dado à sua família.
| “                                                                  | Mas, oh, às vezes penso em você E no jeito que você cavalgava Com suas pedras brilhantes e lantejoulas Com a luz do sol em seus cabelos E, oh, a multidão sempre te amará Mas, quanto a mim, eu sei Que Nem tudo que reluz é ouro | ” |
| — Dan Seals & Bob McDill, "Everything That Glitters (Is Not Gold)" | |   |

A canção de 1995, "Gold [en]", de Prince, tem o refrão "Nem tudo que reluz é ouro".
Uma variação da frase aparece na música "Posthuman", de Marilyn Manson, no álbum de 1998, Mechanical Animals, com a linha "Tudo o que reluz é frio".
A banda de rock Smash Mouth usou a versão "Tudo o que reluz é ouro" em sua canção de 1999, "All Star".
A banda de rock Biffy Clyro usou o ditado na letra de seu single de 2013, "Biblical": "Eu sei como parece, mas Nem tudo que reluz é ouro".
A música "The House Always Wins", de The Stupendium, inclui "Nem tudo que reluz é dourado" em seu refrão.
A banda de rock progressivo Karmakanic lançou a música "All That Glitters Is Not Gold" em seu álbum Transmutation em 2025.
Em 1993, "Nem tudo que reluz é ouro" foi o título do samba-enredo da Vai-Vai, campeã do Grupo Especial do Carnaval de São Paulo.